# Médée (Charpentier)
Médée (H. 491) ist eine Oper (Originalbezeichnung: Tragédie en musique) in einem Prolog und fünf Akten von Marc-Antoine Charpentier nach einem Libretto von Thomas Corneille.

## Handlung

### Prolog
Ländliche Gegend, von der Natur verschönert, mit Felsen und Wasserfällen
Eine Gruppe von Schäfern und Hirten huldigt Ludwig XIV. In einem Palast erscheinen als allegorische Figuren der Sieg, der Ruhm und Bellona. Sie erklären, dass sie auf der Seite Ludwigs stehen und dass der Krieg nicht das Schauspiel stören wird, in dem die Liebe besungen wird.

### Erster Akt
Öffentlicher Platz mit Triumphbogen, Statuen und Trophäen auf Sockeln
[Médée und Jason befinden sich zurzeit unter dem Schutz von König Créon von Korinth. Der thessalische Herrscher Akastos fordert von Créon als Rache für den Tod seines Vaters Pelias Medeas Auslieferung. Oronte, König von Argos, wird nach Korinth kommen, um mit Créon ein Bündnis gegen Thessalien zu schließen. Als Pfand für das Bündnis ist ihm Créons Tochter Créuse versprochen.]
Médée empört sich bei ihrer Vertrauten Nérine über Jason, den sie für untreu hält. Nérine weist darauf hin, dass Créuse bereits Oronte versprochen ist und Jason deshalb wohl kaum Hoffnungen auf sie hege. Jason kehrt von einer Unterredung mit Créuse zurück. Créon hat noch keine Entscheidung getroffen, aber Jason hofft, dass Créuse sich bei ihrem Vater für seinen und Medeas Schutz einsetzt.
Als Médée gegangen ist, eröffnet Jason Arcas, dass er Créuse liebt. Er bringt es aber nicht übers Herz, dies Médée zu gestehen. Arcas warnt ihn davor, was Médée in Verzweiflung zu tun imstande wäre.
Oronte wird feierlich empfangen, aber wegen seiner Heirat wird er von Créon vertröstet.

### Zweiter Akt
Vorhalle mit einem großen Säulengang
Créon versichert Médée seines Schutzes, verlangt dafür aber von ihr, seinen Hof zu verlassen, weil ihre Anwesenheit dort vom Volk mit Unmut gesehen wird. Gleichzeitig muss Jason bei Créon bleiben, um dessen Reich zu verteidigen. Médée macht sich zur Abreise bereit und überlässt ihre Kinder Créuse zur Obhut.
Bei einer Unterredung zwischen Créon und Créuse wird klar, dass eine Verbindung zwischen Créuse und Jason bereits beschlossen ist. Sowohl Médée als auch Oronte sind also getäuscht worden.
Der Akt endet mit einem Divertissement der Gefangenen der Liebe.

### Dritter Akt
Beschwörungsort Médées
Médée und Oronte beklagen den Verrat derer, die sie lieben. Als Jason zu Médée kommt, hält sie ihm vor, ihre Verbannung zu erlauben. Er erwidert, dass sie nach dem Krieg wieder zusammenkommen werden.
Nérine berichtet Médée von Jasons Treulosigkeit, die sie von Arcas erfahren hat. Médée schwört Rache, wenn auch Nérine davor warnt, dass sie sich nur selbst bestraft, wenn sie Jason bestraft.
Médée beschwört die Geister der Unterwelt, die ihr einen Hexenkessel bringen. Ein Gift wird angemischt, um ein Kleid zu vergiften, das sie Créuse schenken wird.

### Vierter Akt
Vorhof eines Palasts, im Hintergrund ein prächtiger Garten
Jason und Cléone bewundern Créuse in ihrem neuen Kleid. Médée kommt zu Créon und verlangt, dass die Ehe zwischen Oronte und Créuse sofort geschlossen werde. Créon verspottet sie und befiehlt seinen Wachen, sie zu ergreifen. Darauf verzaubert Médée die Wachen, die nun den König festhalten. Schließlich überantwortet sie ihn dem Wahnsinn.

### Fünfter Akt
Der Palast Médées

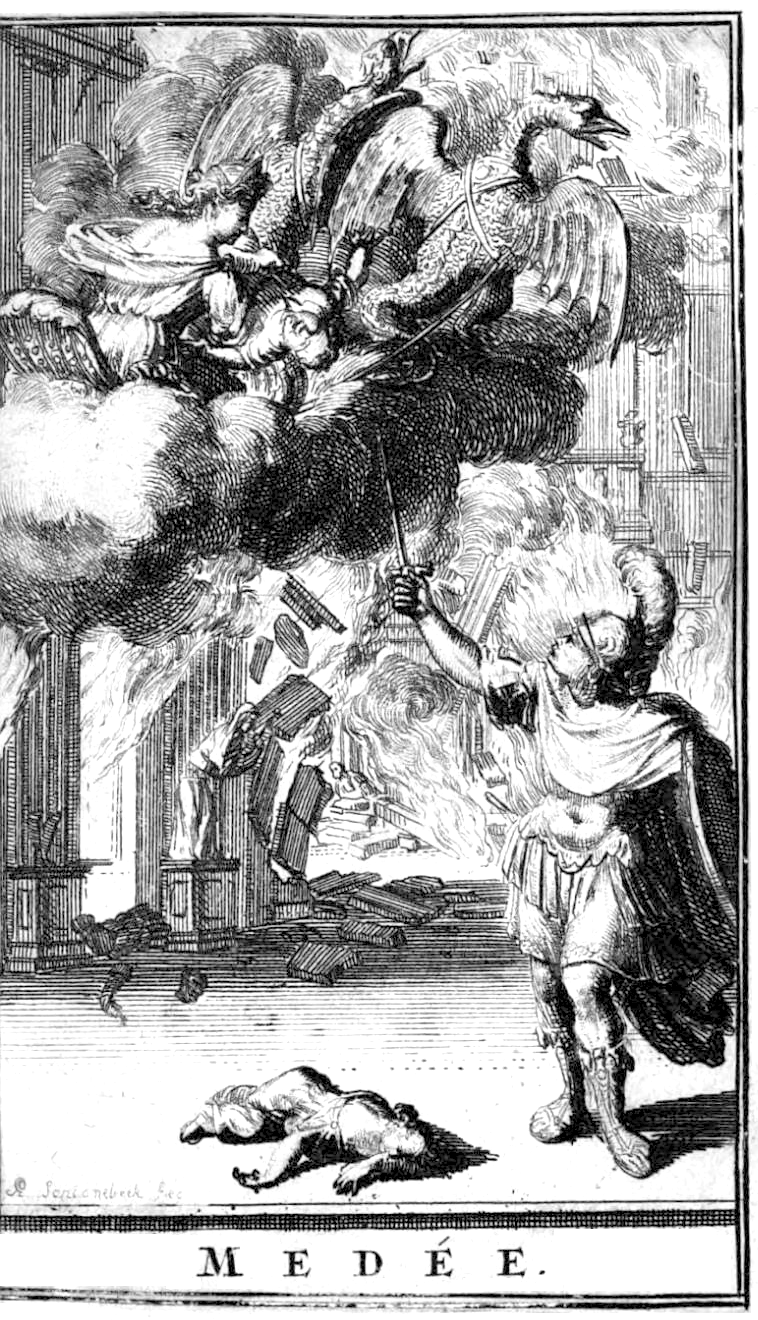
Bild aus dem Libretto, Amsterdam 1695

Gegenüber Nérine schwört Médée, dass sie auch Jasons Kinder in ihre Rache einbeziehen wird. Créuse erfleht von ihr, das Unheil von ihrem Vater zu nehmen, doch Médée fordert von ihr die sofortige Heirat mit Oronte.
Cléone kommt dazu und berichtet, dass Créon mit Orontes Schwert diesem und sich selbst das Leben genommen hat. Créuse verflucht Médée und verspricht, dass Jason dieses Verbrechen rächen wird. Doch Médée berührt sie mit ihrem Stab, und das Gift in ihrem Kleid entfaltet seine Wirkung.
Créuse stirbt in Jasons Armen, und er schwört Rache. Médée erscheint in der Luft auf einem Drachen sitzend, sagt ihm, dass sie seine Kinder getötet habe, und entschwindet. Die Statuen des Palastes fallen um, und Dämonen setzen den Palast in Brand.

## Instrumentation
Die Orchesterbesetzung der Oper enthält die folgenden Instrumente:
- Flöten
- drei Blockflöten (1 auch Bassblockflöte)
- zwei Oboen
- zwei Fagotte
- zwei Trompeten
- Pauken
- Streicher
- Basso continuo (Lauten, Theorben, Cembalo)

## Werkgeschichte

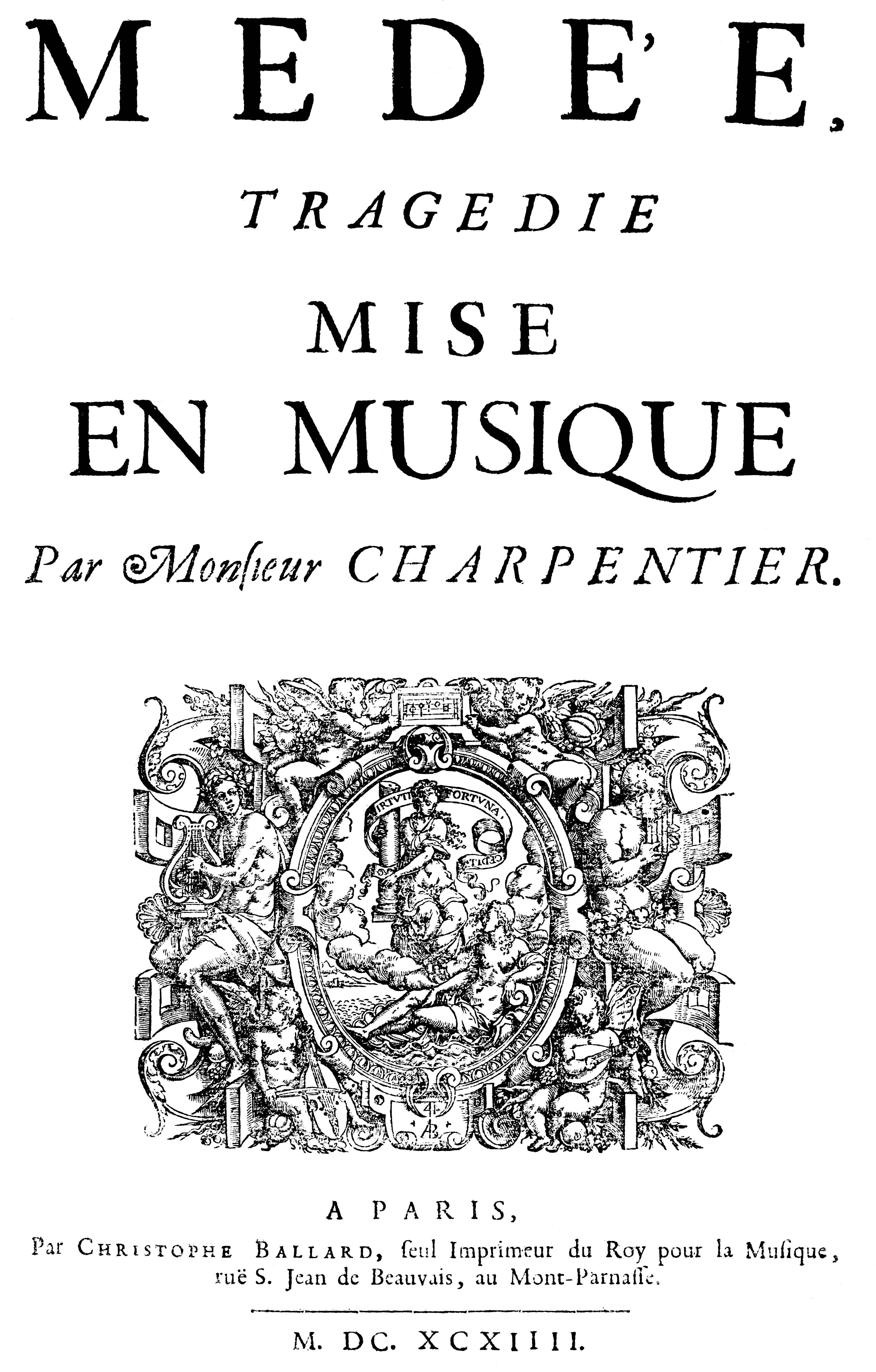
Titelblatt der Partitur, Paris 1694

Die Uraufführung fand am 4. Dezember 1693 im Palais-Royal statt. In den Hauptrollen sangen Marthe Le Rochois (Médée), Françoise Moreau (Créuse), Dumesnil (Jason) und Jean Dun (Créon).
Die Oper wurde gut angenommen, mehrmals wiederholt und im Mercure galant wohlwollend besprochen. Im folgenden Jahr wurde die Partitur im Druck veröffentlicht. Trotzdem war dem Werk – anders als Lullys Tragödien – kein langes Leben beschieden. Es waren geistliche Werke, denen Charpentier seine Bekanntheit verdankte. Als Pech muss gelten, dass er sich mit Médée auf das weltliche Feld wagte, als zeitgleich Gläubige einer Pariser Pfarrgemeinde die Moralität des Theaters im Allgemeinen und der Oper im Besonderen zu Diskussion stellten. Kritische und Verteidigungsschriften gingen hin und her, bald waren Sängerinnen als spezielles Ziel „babylonische Mädchen“ oder „Sirenen“, die Seelen „durch die Ohren“ zu vergiften und zu töten fähig sein sollten. Jean-Nicolas de Francine, zu jener Zeit Leiter der Académie royale de musique, verlor durch die baldige Absetzung des Stücks viel Geld, das er für dessen Produktion ausgegeben hatte. Nur für 1711 ist eine mögliche Wiederaufnahme in Lille dokumentiert.
Eine Wiedergeburt erlebte die Oper erst wieder Ende des 20. Jahrhunderts. William Christie spielte sie zweimal ein, zuerst 1984. Im gleichen Jahr fand die erste szenische Aufführung an der Opéra de Lyon unter der Regie von Robert Wilson statt.

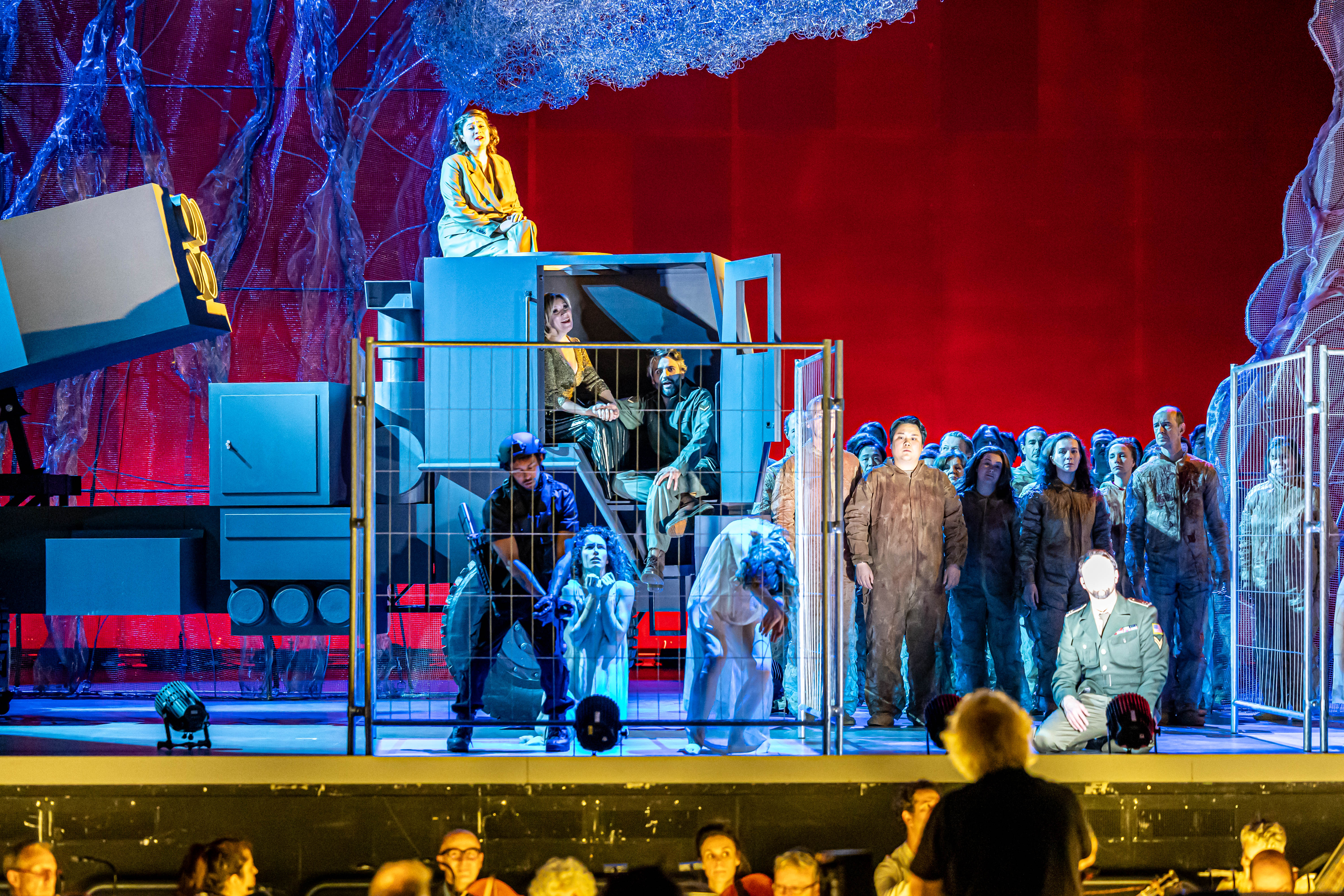
Staatsoper unter den Linden Berlin (2023), Leitung Simon Rattle, inszeniert von Peter Sellars

Die Staatsoper Unter den Linden in Berlin zeigte 2023 eine Inszenierung von Peter Sellars mit einem Bühnenbild von Frank Gehry und Kostümen von Camille Assaf. Die musikalische Leitung hatte Simon Rattle. Die Titelrolle sang Magdalena Kožená, den Jason Reinoud Van Mechelen.

## Aufnahmen
- April 1984 – William Christie (Dirigent), Les Arts Florissants.
 Monique Vallin (La Victoire und Fantôme 1), Catherine Bignalet (La Gloire und Italienerin), Francois Fauché (Anführer des Volks und La Vengeance), Dominique Visse (Schäfer und Gefangener), Jacques Bona (Créon), Jill Feldman (Médée), Sophie Boulin (Nérine), Agnès Mellon (Créuse), Monique Zanetti (Cléone), Francois Paut (L’Amour), Catherine Molmeret (Gespenst 2), Gilles Ragon (Jason), Michel Laplénie (Arcas und La Jalousie), Philippe Cantor (Oronte).
 Studioaufnahme, leicht gekürzt.
 Harmonia Mundi CD: HMC 901139.413, Harmonia Mundi HMC 1163 (1 LP).[5]:2773
- 3.–12. Mai 1994 – William Christie (Dirigent), Les Arts Florissants.
 Sophie Daneman (La Victoire, Gespenst und Italienerin), Katalin Károlyi (La Gloire und Gespenst), Valerie Picard (Bellone), Marie-Noelle de Callatay (Schäferin und Captif d’Amour), Isabelle Desrochers (Schäferin und Cléone), Jean-Claude Sarragosse (Anführer des Volks, Argier 1 und La Vengeance), Jean-Yves Ravoux (Schäfer und Captif d’Amour), Brigitte Pelote (Captif d’Amour), Bernard Deletré (Créon), Lorraine Hunt Lieberson (Médée), Noemi Rime (Nérine), Monique Zanetti (Créuse), Catherine Napoli (L’Amour), Mark Padmore (Jason), Francois Bazola (Arcas), Jean-Marc Salzmann (Oronte), François Piolino (Korinther und La Jalousie), Richard Duguay (Argier 2).
 Studioaufnahme, vollständig.
 Erato CD: 4509 96558 2 (2 CDs).[5]:2775
- 3. Oktober 2004 – Hervé Niquet (Dirigent), Le Concert Spirituel, Les Chantres du Centre de Musique Baroque de Versailles.
 Renaud Delaigue (Créon), Stéphanie d’Oustrac (Médée), Caroline Mutel (Nérine, Gespenst und Captif d’Amour), Gaëlle Méchaly (Créuse), Hanna Bayodi (Cléone, L’Amour, Gespenst, Italienerin und Captif d’Amour), Francois-Nicolas Geslot (Jason), Emiliano Gonzalez-Toro (Arcas, Korinther 2 und La Vengeance), Bertrand Chuberre (Oronte), Anders J. Dahlin (Korinther 1, Captif d’Amour und Dämon), Benoît Arnould (Argier).
 Video; live, konzertant aus der Königlichen Oper in Versailles; gekürzt ohne Prolog.
 Armide Classics ARM002 (2 DVDs).[6][7]
- 5. Oktober 2004 – Hervé Niquet (Dirigent), Le Concert Spirituel.
 Besetzung wie beim Videomitschnitt aus Versailles am 3. Oktober 2004.
 Live, konzertant aus Lyon.[5]:2777
- 2017 – Andrea Marcon (Dirigent), Nicolas Brieger (Inszenierung), Raimund Bauer (Bühne), Alexander Koppelmann (Licht), Bettina Walter (Kostüme), La Cetra Barockorchester und Chor.
 Luca Tittoto (Créon), Magdalena Kožená (Médée), Agata Wilewska (Créuse), Anders J. Dahlin (Jason), Robin Adams (Oronte).
 Video; live aus dem Theater Basel.
 Videostream auf The Opera Platform.[8]
- 4. Dezember 2022 – Erin Helyard (Dirigent), Pinchgut Opera, Cantillation, Orchestra of the Antipodes.
 Adrian Tamburini (Créon), Catherine Carby (Médée), Chloe Lankshear (Nérine), Cathy-Di Zhang (Créuse), Michael Petruccelli (Jason), Andrew Finden (Oronte).
 Live aus der City Recital Hall, Angel Place, Sydney.
 Ausstrahlung im Radio ABC Classic.[9]
- März 2023 – Hervé Niquet (Dirigent), Le Concert Spirituel.
 Véronique Gens (Médée), Cyrille Dubois (Jason), Judith van Wanroij (Créuse), Thomas Dolié (Créon), David Witczak (Oronte), Hélène Carpentier (La Victoire, Nérine und L’Amour), Adrien Fournaison (Anführer des Volks, Einwohner, Argier und La Vengeance), Floriane Hasler (Bellone), David Tricou (Schäfer, Korinther 1, Argier und Captif d’Amour 3), Fabien Hyon (Schäfer, Arcas, Korinther 2 und La Jalousie), Jehanne Amzal (Italienerin, Cléone, Schäferin 1, Gefangener 1 und Gespenst 1), Marine Lafdal-Franc (La Gloire, Schäferin 2, Gefangener 2 und Gespenst 2).
 Studioaufnahme aus der Cité de la Musique et de la Danse de Soissons, Koproduktion mit dem Centre de Musique Baroque de Versailles.
 Alpha Classics 1020 (3 CDs).[10]
- 3./7. Mai 2024 – William Christie (Dirigent), David McVicar (Inszenierung), Les Arts Florissants.
 Laurent Naouri (Créon), Lea Desandre (Médée), Emmanuelle de Negri (Nérine), Ana Vieira Leite (Créuse und Gespenst), Élodie Fonnard (Cléone), Julie Roset (L’Amour und Gefangene), Mariasole Mainini (Italienerin und Gefangene), Virginie Thomas (Gespenst), Reinoud Van Mechelen (Jason), Lisandro Abadie (Arcas), Gordon Bintner (Oronte), Clément Debieuvre (Korinther, Argier und Dämon), Bastien Rimondi (Korinther, Argier und La Jalousie), Matthieu Walendzik (Argier und La Vengeance), Juliette Perret und Julia Wischniewski (Gefangene).
 Video; live aus der Opéra Garnier der Pariser Oper.
 Videostream auf Arte Concert.[11]